# Rosa Mística
Rosa Mística é um poético título de Maria. Uma forma de devoção mariana é invocar as orações de Maria, chamando-a usando uma ladainha de diversos títulos, e o título 'Rosa Mística' é encontrado na Ladainha Lauretana.
O título também foi associado a uma forma de devoção promovida na Itália pela visionária Pierina Gilli, da Nossa Senhora Rosa Mística, também conhecida como Maria Rosa Mystica, a partir da aparição da Virgem Maria relatada, pela primeira vez, durante a primavera de 1947 e depois às demais aparições marianas decorridas até 1984 nas localidades de Montichiari e Fontanelle, na Itália.

## Origens do simbolismo
A fonte bíblica do título é Cântico dos Cânticos 2:1, frequentemente traduzido como "Eu sou a Rosa de Sarom". O bispo Robert C. Morlino estabelece uma conexão com Isaías 11:1, "Mas um rebento brotará do tronco de Jessé, e de suas raízes um botão florescerá." Isso também se reflete no hino do Advento alemão Es ist ein Ros entsprungen, conhecido em inglês como "Lo, how a rose e'er Blooming", que faz referência às profecias de Isaías do Antigo Testamento que na interpretação cristã predizem a Encarnação de Cristo e à Árvore de Jessé, um símbolo tradicional da linhagem de Jesus.

## Exemplos na arte e literatura
Uma imagem devocional consagrada na Igreja Maria Rosenberg em Waldfischbach-Burgalben, Alemanha, exibe uma pintura de 1138 de Maria, com rosas.[carece de fontes?]
John Henry Newman disse:
"Maria é a flor mais linda já vista no mundo espiritual. É pelo poder da graça de Deus que desta terra estéril e desolada brotaram todas as flores de santidade e glória; e Maria é a Rainha de todas elas. Ela é a Rainha das flores espirituais; e, portanto, é chamada de Rosa, pois a rosa é chamada de todas as flores a mais bela. Mas, além disso, ela é a Rosa Mística ou Oculta, pois mística significa oculta."
As rosas há muito estão ligadas a Maria, a rosa vermelha simbólica do amor, a rosa branca, da pureza. No século V, Célio Sedúlio referiu-se a Maria como uma "rosa entre espinhos". Conhecida como a “rainha das flores”, a rosa representa Maria como Rainha dos Céus. Os escritores medievais também mencionaram uma passagem de Eclesiástico 24:14 "como uma palmeira em Engedi, como uma roseira em Jericó". Bernardo de Claraval disse: "Eva era um espinho, ferindo, trazendo morte a todos; em Maria vemos uma rosa, acalmando as feridas de todos, devolvendo o destino da salvação a todos." Maria é celebrada com o título de "Nossa Senhora da Rosa" em Lucca, Itália, no dia 30 de janeiro. As rosas aparecem com destaque na aparição de Nossa Senhora de Guadalupe.[carece de fontes?]
Gerard Manley Hopkins escreveu um poema chamado "Rosa Mystica"; Chrysogonus Waddell compôs uma peça coral a capella com o mesmo nome.

## Aparições

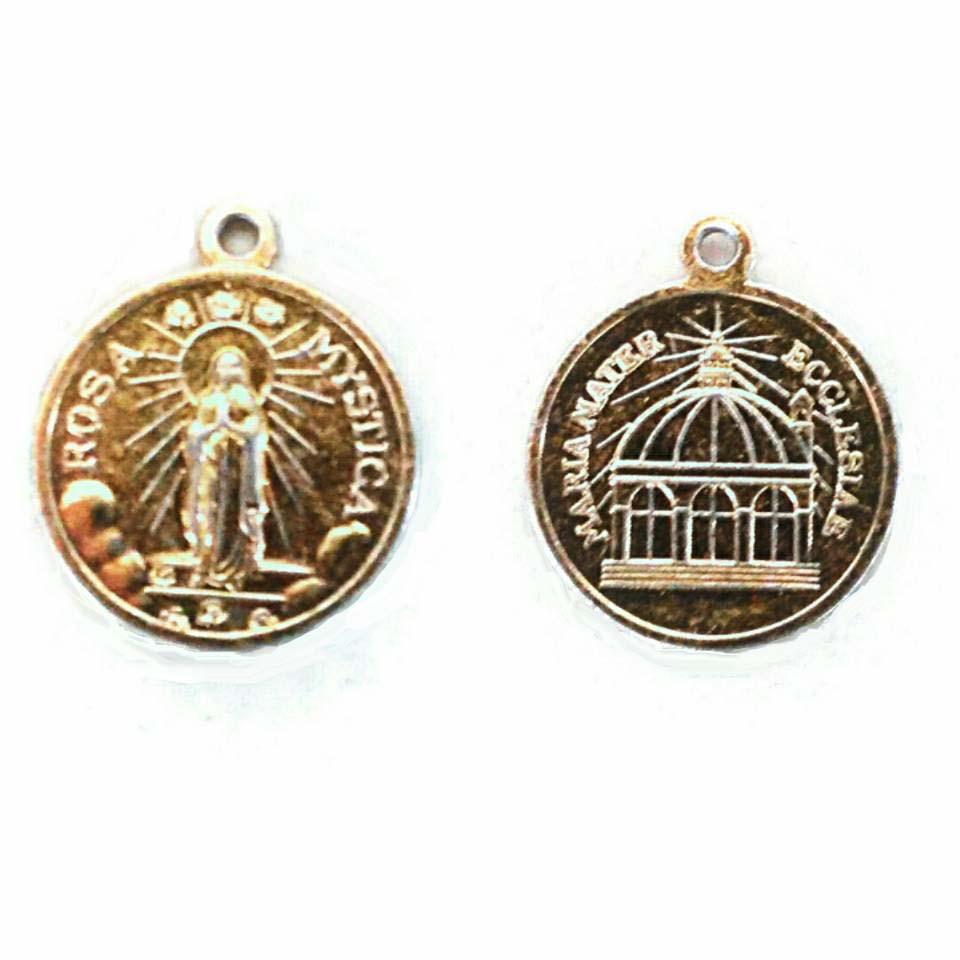
A medalha pedida por Maria Rosa Mística na Itália.

Nossa Senhora Rosa Mística é o título atribuído à Virgem Maria, mãe de Jesus, a partir das suas inúmeras aparições, decorridas entre 1947 e 1984, nas localidades de Montichiari e Fontanelle, na Itália, à vidente Pierina Gilli. De acordo com os relatos, a Santíssima Virgem teria aparecido vestida de branco, primeiramente com três espadas cravadas no peito e depois com três rosas substituindo as espadas: uma rosa era branca, simbolizando a oração; outra rosa era vermelha, simbolizando o sacrifício; e a outra rosa era amarela, simbolizando a penitência. O principal tema abordado por Nossa Senhora nestas aparições foi as vocações sacerdotais e religiosas, e a necessidade de oração para que os religiosos do mundo inteiro possam cumprir a sua missão evangelizadora e que sejam, de fato, instrumentos do amor de Deus.

## Reconhecimento
Em 7 de dezembro de 2019, a Diocese Católica Romana de Brescia inaugurou um santuário à Santíssima Virgem com o título de Rosa Mystica - Mãe da Igreja. O santuário é uma resposta às reivindicações da suposta visionária. Quer a fonte fosse ou não uma aparição genuína da Virgem Maria, Pierina intuiu e promoveu uma devoção a Maria com três rosas no peito e uma forma de praticar a devoção a Maria sob o título "Rosa Mystica".
No dia 8 de julho de 2024, o Dicastério para a Doutrina da Fé tornou público o reconhecimento das aparições de Maria Rosa Mística em Montichiari, através de uma carta escrita pelo Papa Francisco e assinada pelo Cardeal Víctor Manuel Fernández, prefeito do mesmo dicastério, e direcionada ao bispo de Bréscia, Dom Pedro Tremolada. Em um dos trechos, é relatado que "não se encontram aspectos morais negativos ou outros aspectos críticos. Em vez disso, é possível encontrar vários aspectos positivos que se destacam nas mensagens como um todo e outros que, por sua vez, merecem esclarecimento para evitar mal-entendidos", diz a carta. E sobre os escritos de Pierina, é dito que "[eles] expressam uma humilde e completa confiança na ação materna de Maria e é por isso que não encontramos nela atitudes de vanglória, autossuficiência ou vaidade, mas sim a consciência de ter sido gratuitamente abençoada pela proximidade da bela Senhora, a Rosa Mística".